# Dorcas Jepleting
Dorcas Jepleting (ur. 26 grudnia 1988) – kenijska siatkarka, grająca jako środkowa. Obecnie występuje w drużynie Kenya Prisons.